# Frank D. Gilroy
Frank Daniel Gilroy (Bronx, 13 de outubro de 1925 — Nova Iorque, 12 de setembro de 2015) foi um dramaturgo, roteirista, cineasta e produtor cinematográfico norte-americano, e vencedor do Tony Award e do Prêmio Pulitzer.